# 시천견록 및 서천견록
《시천견록·서천견록》은 조선 세종 연간(1418∼1450)에 양촌 권근이 저술한 《시경》·《서경》의 해설서로서 1책의 목판본이다. 권근의 ≪오경천견록(五經淺見錄)≫ 중 ≪주역천견록(周易淺見錄)≫ 3권 3책 목판본과 ≪예기천견록 (禮記淺見錄)≫ 계미자 번각본 및 ≪시경(詩經)≫, ≪서경(書經)≫의 천견록의 4종이 남아 있어 ≪춘추천견록(春秋淺見錄)≫만 발견되면, 한 질이 모두 갖추어지는 셈이다. 
이 책은 ≪시천견록(詩淺見錄)≫이 12장, ≪서천견록(書淺見錄)≫은 25장으로 도합 37장의 합각본이다. 이 책은 현재 두 책의 합각으로 남아 있으나 표제에≪易說· 詩說·書說淺見錄 單≫으로 묵서되어 있는 것을 보면, 본래 세 종류가 한 책으로 합각되어 있었던 것임을 알 수 있다. 
인쇄에 있어서는 책지가 부족하여 고문서를 뒤집어 사용하였는데, 그 내용은 진응(陳鷹)에 관하여 청주목·충주목·홍주목을 비롯한 부여현·회덕현·결성현·온수현·아산현·평택현이 관찰출척사 앞으로 올린 것이며, 세종 11∼12년 (1429∼1430)의 연대 표시와 관인이 날인되어 있다. 이들 목·현은 모두 충청도에 소속된 바, 그 관찰영인 금영(錦營)에서 세종 연간(1418∼1450)에 개판된 것으로 여겨진다. 책 자체에는 서(序)·발(跋)·간기(刊記)가 없어 자세히 알 수 없으나 《세종실록》 세종 15년(1433년) 2월 계사조에 성균사예(成均司藝) 김반(金泮)이 역(易)·서(書)·시(詩)·춘추천견록(春秋淺見錄)의 간행을 건의하여 세종이 예조로 하여금 이의 검토를 명한 기록에 의거해 볼 때 세종 연간에 금영에서 간행된 것으로 여겨진다. 이 전래본은 자획이 빠진 것이 많고, 인쇄가 깨끗하지 못하여 그 판에서 후인(後印)한 것으로 여겨진다. 
이 책은 통문관 이겸노 소장본이었는데, 현재 아단문고로 이관되었다. 
 본 문서에는 서울특별시에서 지식공유 프로젝트를 통해 퍼블릭 도메인으로 공개한 저작물을 기초로 작성된 내용이 포함되어 있습니다.